# Swingueira
Swingueira es un género musical nacido en Bahía, Brasil, en la década de 2000. Seringueira es una rama del pagode baiano que se ha adaptado al auge de la música electrónica.
El género abandona instrumentos como el cavaquinho y la pandereta y comienza a adoptar sintetizadores y guitarra eléctrica, característicos del electro-axé, manteniendo la percusión rítmica del pagode baiano. La letra del género se vuelve más atrevida que el baile, contrario a la propuesta original.

## Características
El swingueira se caracteriza por letras de doble sentido con estribillos simples, siendo más popular entre las áreas periféricas del noreste. El género es generalmente criticado por razones morales, ya que sus letras suelen tener una fuerte connotación de naturaleza sexual o sexualización de cuerpos. En la década de 2010 y años posteriores, hubo una incorporación cultural de otros ritmos populares como el funk carioca y la arrocha (arrochadeira) dentro de la swingueira, como Banda Vingadora.